# Собор Святой Марии (Шеффилд)
Собор Святой Марии (англ. Saint Mary’s Cathedral) — католический собор на Норфолк-стрит в центре в Шеффилде, Саут-Йоркшир, Англия. С 30 мая 1980 года главная церковь епархии Халлама и кафедра епископа Халлама. Прекрасный образец английской неоготики с изящным внутренним убранством.
В Шеффилде есть англиканский собор Святых Петра и Павла.

## История

### Реформация
До Реформации в Англии главной католической церковью в округе была церковь Святых Петра и Павла (ныне Шеффилдский собор). В 1534 году католические богослужения были объявлены вне закона, и вплоть да XVIII века католикам выписывали штрафы, конфисковали имущество и подвергали социальной изоляции, а католических священников преследовали по закону, арестовывали и казнили. Самыми крупными землевладельцами в Шеффилде были католики герцоги Норфолки, а часовня Шрусбери (сейчас англиканская приходская церковь) оставалась католической до 1933 года. Во время ремонта в церкви Святой Марии в 1970 году в часовни Шрусбери по приглашению англикан была отслужена католическая месса. В алтаре до сих пор сохранились католические кресты и реликвии, что делает католические мессы возможными. Мессы проводились в нескольких дворянских домах в Шеффилде, в том числе в доме герцога Норфолка в Фаргейте, на крыше которого была спрятана часовня.

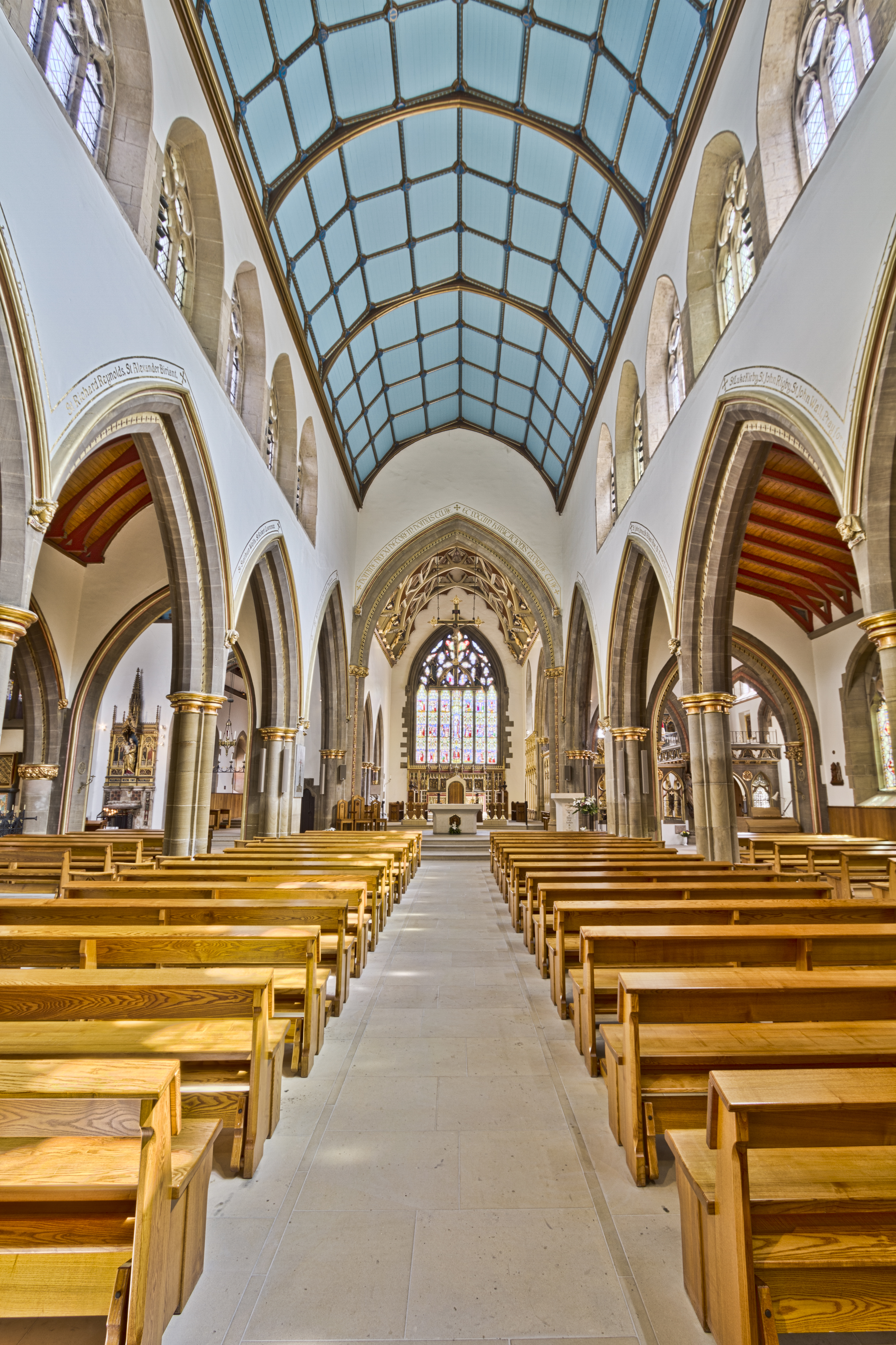
Неф

### Строительство церкви
Эмансипация католиков в конце XVIII и начале XIX веков позволила им совершать богослужения более открыто. Католики Шеффилда купили старый дом на углу Фаргейт и Норфолк-роу и построили небольшую часовню в саду на заднем дворе. Остальная часть земли, на которой сейчас стоит собор, была определена под кладбище. К 1846 году часовня уже была слишком маленькой, и молодой священник отец Пратт решил построить церковь для увеличивающейся паствы. Ведущий местный архитектор Мэттью Эллисон Хэдфилд спроектировал собор Святой Марии на основе церкви XIV века в Хекингтоне в Линкольншире. Новая церковь была богато украшена на щедрые пожертвования герцога Норфолка, его матери и прихожан. Отец Пратт умер во время строительства церкви и был похоронен в церкви Святого Беды. Каменщик, часто слышал, как отец говорил, что хочет быть похороненным в церкви Святой Марии, поэтому выкопал гроб и перезахоронил отца Пратта в гробнице, которую приготовил возле алтаря. Место его упокоения отмечено мемориальной доской, но эффигия была перенесено в алтарь часовни покойницкой, расположенной рядом.
Церковь Святой Марии была завершена в 1850 году и открыта 11 сентября. Но возведение церкви ушла огромная по тем временам сумма —более 10,500 фунтов стерлингов (около 1,5 миллиона фунтов на 2020 год с учётом инфляции); лишь почти 40 лет спустя, в 1889 году, долг был погашен. Приход Святой Марии, охватывавший весь Шеффилд, стал частью епархии Беверли в 1850 году, когда впервые после Реформации в Англии были восстановлена католическая иерархия.

### XX век и наше время
В 1902 году был открыт новый пресвитерий, ныне известный как Соборный дом. Во время Второй мировой войны в результате взрыва бомбы разбились витражи в часовне Святого Причастия. Остальные витражи были сняты и хранились в шеффилдской шахте.
В 1970 году интерьер церкви Святой Марии был изменён в соответствии с реформами Второго Ватиканского собора: деревянные изделия из тёмного дерева, установлено новое освещение и скамьи. В 1972 году Джеральд Моверли из Лидса освятил новый алтарь, позволяющий совершать мессу лицом к прихожанам. Церковь является памятником архитектуры категории II* (англ. Grade II* listed buildings), внесена в список в 1973 году. 30 мая 1980 года была создана новая епархия Халлама, и церковь Святой Марии стала собором. Епископ Моверли был назначен первым епископом Халлама и оставался им до своей смерти в 1996 году.
С сентября 2011 года по ноябрь 2012 года собор был закрыт на время масштабной реставрации. Святилище было расширено и перестроено, установлена новая кафедра, а хор переместили в западный конец здания. Боковые часовни и кровля были отреставрированы, местами открылись ранее скрытые оригинальные детали. В процессе реставрации была обнаружена коллекция резьбы по ноттингемскому алебастру, датируемая XV веком; отреставрированная коллекция была выставлена в апреле 2017 года.